# Landesregierung Hülgerth
Die Landesregierung Hülgerth bildet die Kärntner Landesregierung von ihrer Wahl am 7. März 1934 bis zur Berufung von Landeshauptmann Ludwig Hülgerth in die Bundesregierung am 3. November 1936.

## Wahl
Bei der Wahl der Landesregierung am 7. März 1934 wurde das Amt des Landeshauptmanns nach dem Mehrheitswahlrecht gewählt. Hülgerth erhielt dabei 16 von 18 abgegebenen Stimmen, wobei ein Stimmzettel leer geblieben war. Bei der Wahl der Landesräte, die nach dem Proporz vergeben wurden, erhielten Sylvester Leer und Franz Ehrlich 16 Stimmen, Hans Sattlegger 15 Stimmen und Hans Ferlitsch 14 Stimmen.

## Regierungsmitglieder
| Amt             | Name            | Partei   | Referate |
| --------------- | --------------- | -------- | -------- |
| Landeshauptmann | Ludwig Hülgerth | Landbund |          |
| Landesrat       | Franz Ehrlich   | CS       |          |
| Landesrat       | Sylvester Leer  | CS       |          |
| Landesrat       | Hans Sattlegger | Landbund |          |
| Landesrat       | Hans Ferlitsch  | Landbund |          |